# Módulo de Acoplagem da Mir

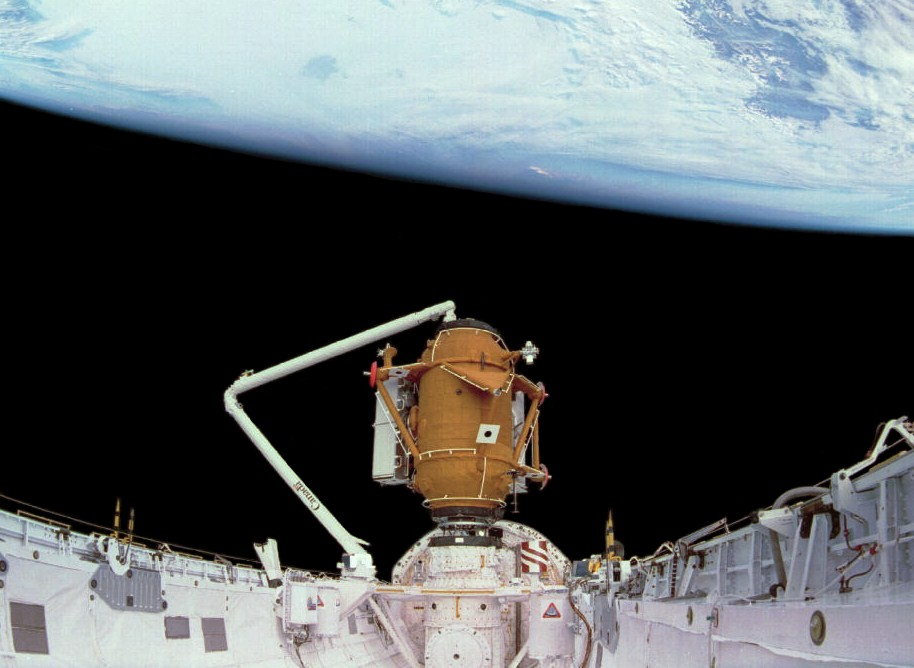
O módulo é posicionado no compartimento de carga da Atlantis, em preparação para a acoplagem desta com a Mir.

Módulo de Acoplagem da Mir (em russo:  Stikovchnoy Otsek) foi o sexto módulo montado na estação espacial russa Mir, levado ao espaço para montagem na estação pelo ônibus espacial Atlantis, em novembro de 1995, durante o programa conjunto Mir-ônibus espacial.

## Descrição e função
Com 5m de comprimento, 2,9m de diâmetro e uma massa de 4.090 kg, o módulo foi fabricado para ajudar a simplificar as acoplagens do ônibus espacial com a Mir. Antes da primeira acoplagem entre as duas naves espaciais, a missão STS-71 do ônibus espacial, era necessário realizar sempre a tediosa tarefa de mudar de lugar o já instalado módulo Kristall. Isto era necessário para que houvesse um espaço livre entre o ônibus espacial e os painéis solares da estação.
O novo módulo de acoplagem proporcionava esta folga, por seu desenho, sem a necessidade de mudar o Kristall de lugar. Outro ponto envolvido para dificultar as operações era o braço robótico do Kristall, que era montado neste módulo e nos módulos subsequentes da estação, o Spektr e o Priroda, e desenhado para mover estes módulos para outros pontos de conexão com a Mir quando necessário. Os diretores das missões temiam que o constante movimento desse braço poderia causar sua quebra antes da atracação do ônibus espacial estar completada.
Além de seu uso normal como facilitador de acoplagens, o Módulo de Acoplagem da Mir também carregava dois painéis solares, construídos em conjunto pela Rússia e pelos Estados Unidos, de maneira a testar designs para a futura Estação Espacial Internacional.